# Beaumetz-lès-Cambrai
Beaumetz-lès-Cambrai település Franciaországban, Pas-de-Calais megyében. Lakosainak száma 536 fő (2022. január 1.). Beaumetz-lès-Cambrai Lagnicourt-Marcel, Lebucquière, Morchies, Pronville-en-Artois, Quéant, Vélu, Doignies, Bertincourt, Beugny és Hermies községekkel határos.

## Népesség
A település népességének változása:
| Lakosok száma | 619  | 598  | 590  | 581  | 576  | 571  | 559  | 548  | 536  |
|               | 2013 | 2015 | 2016 | 2017 | 2018 | 2019 | 2020 | 2021 | 2022 |